# Ultrabook

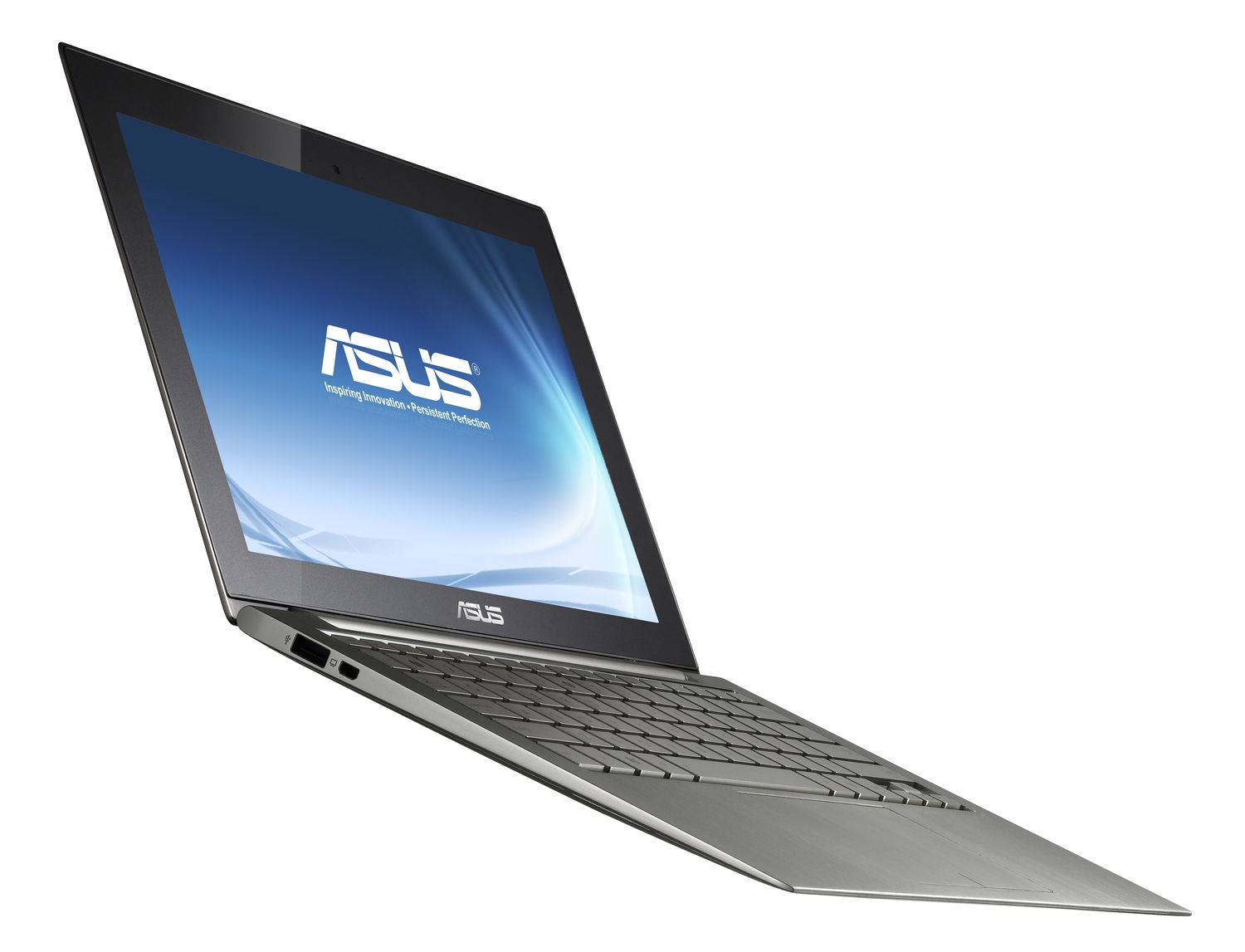
Asus Zenbook UX21 Ultrabook

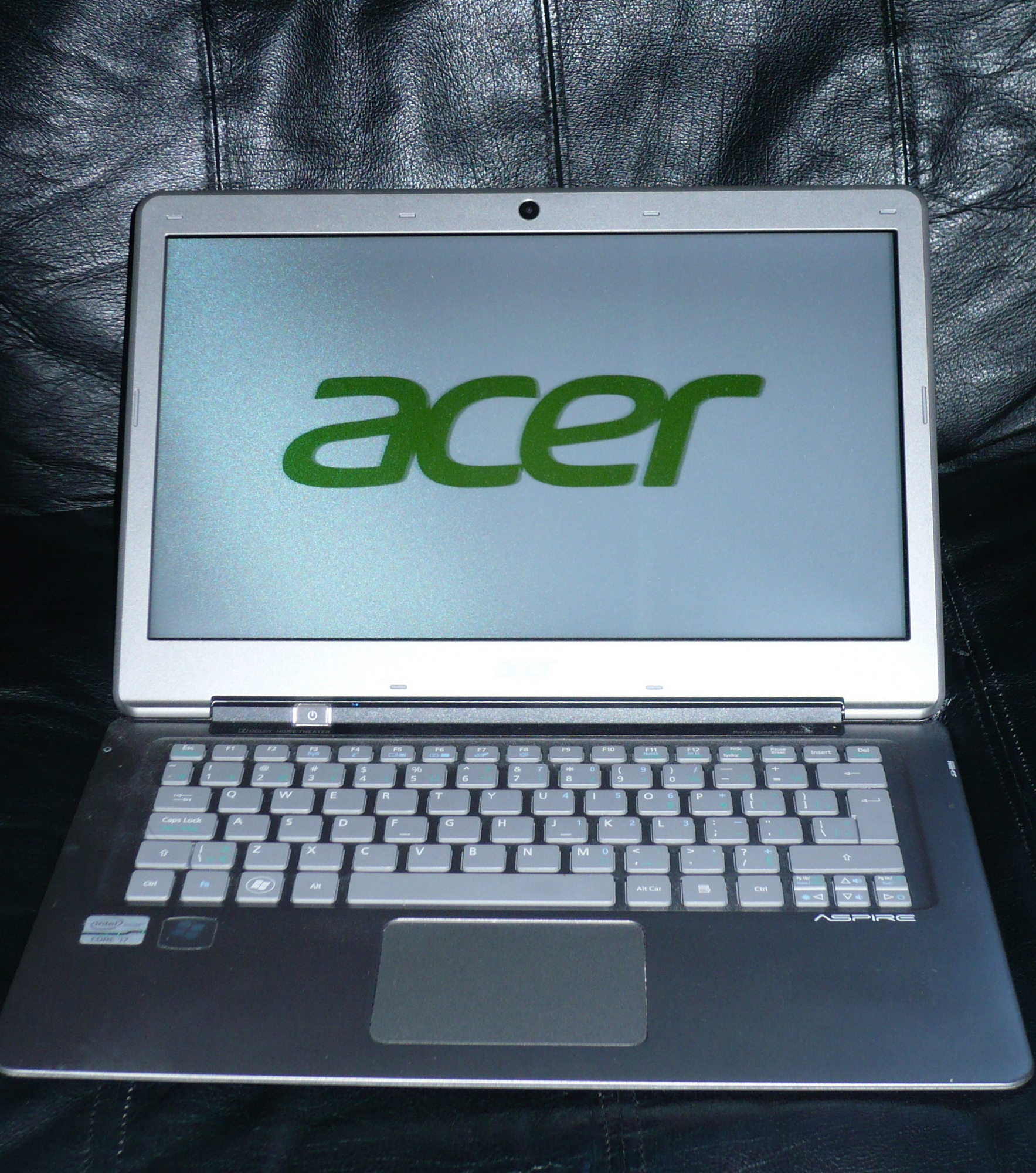
Acer Aspire S3 Ultrabook con SSD

Ultrabook è un marchio registrato da Intel che definisce una categoria di computer portatili particolarmente piccoli e leggeri con processori Intel.

## Descrizione
Un portatile, per potersi fregiare del nome Ultrabook, deve soddisfare un certo numero di requisiti, che includono: una batteria con carica a lunga durata, buone prestazioni di calcolo e alcune caratteristiche tipiche dei tablet, come ad esempio un veloce ripristino dalla modalità standby e un ridotto spessore. Nella costruzione degli Ultrabook vengono usati processori Intel Core di gamma medio-alta a basso consumo, unità di memorizzazione a stato solido (SSD), telaio in unico blocco (unibody) di alluminio-magnesio o fibra di carbonio, che contribuiscono a soddisfare i requisiti di ridotte dimensioni, leggerezza e robustezza, oltre a svolgere la funzione di dissipatore del calore prodotto dalle componenti interne. Sempre per contenere le dimensioni (in particolare lo spessore) e il consumo, gli Ultrabook non hanno l'unità disco ottico incorporata, né la porta Ethernet RJ-45.

## Requisiti Hardware
Sono previste tre fasi per gli Ultrabook, ognuna basata sulle rispettive architetture: Sandy Bridge, Ivy Bridge e Haswell. 

### Prima fase (Q4 2011)
- Assottigliamento: spessore inferiore a 21 mm (0,8 pollici)[4]
- Alleggerimento: peso minore di 1,4 kg (3,1 libbre)[5]
- Batteria di lunga durata: da 5 a 8 o più ore[2]
- Prezzo – sotto i 1.000 dollari (per il modello base)[6]
- Nessun lettore ottico
- Utilizzo di SSD[7]
- Utilizzo CULV (17 W TDP) Intel Sandy Bridge
  - Core i5-2467M (1.6 GHz)
  - Core i5-2557M (1.7 GHz)
  - Core i7-2637M (1.7 GHz)
  - Core i7-2677M (1.8 GHz)
- Utilizzo Intel's graphics sub-system HD 3000 (12 EUs)

### Seconda fase (2012)
- Utilizzo CULV Intel Ivy Bridge
- Intel si rivolge a:
  - incremento del 30% delle prestazioni nell'integrazione grafica rispetto a Sandy Bridge
  - incremento del 20% delle prestazioni della CPU rispetto a Sandy Bridge
- USB 3.0, PCI Express 3.0

### Terza fase (fine 2013)
- Utilizzo CULV Intel Haswell mobile processors
- Nuovo sistema avanzato di risparmio energetico, metà potenza di consumo rispetto a inizio 2011 (Sandy Bridge)[8]